# Kvadrille (kortspil)
 For alternative betydninger, se Kvadrille. (Se også artikler, som begynder med Kvadrille)
Kvadrille (også stavet med qu-) er et fransk kortspil fra 1700-tallet, der frem til whists gennembrud var det fornemste kortpil i Europa. Kvadrille er en firemands udgave af l'hombre, der både indeholder solo-spil og makker-spil. Spillet var det første, hvor spilføreren fandt sin makker ved at kalde et es (se esmakker).
| Spil | Spire Denne artikel om spil eller lege er en spire som bør udbygges. Du er velkommen til at hjælpe Wikipedia ved at udvide den. |